# Castelo Dundas

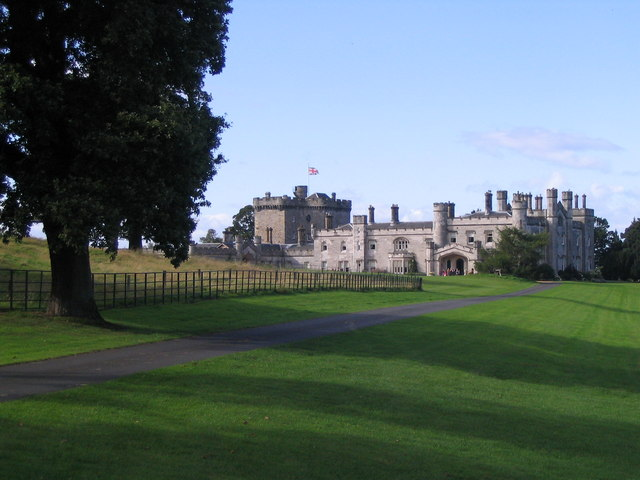
Castelo Dundas, Escócia.

O Castelo Dundas (em língua inglesa Dundas Castle) é um castelo localizado em Edimburgo, Escócia. 
Encontra-se classificado na categoria "A" do "listed building" desde 22 de fevereiro de 1971.